# Торгашин, Василий Данилович
Василий Данилович Торгашин (1871—?) — официант, депутат II Государственной Думы от Пензенской губернии.

## Биография
Из крестьян. Учился в начальной школе. Служил официантом в гостинице.
7 февраля 1907 года был избран в Государственную думу II созыва  от общего состава выборщиков Пензенского губернского избирательного собрания. В Думе вошёл в состав в Трудовой группы и фракции Крестьянского союза. Состоял в думской Аграрной комиссии.
Дальнейшая судьба и дата смерти неизвестны.

### Рекомендуемые источники
- Пензенская энциклопедия. М., 2001, с.

### Архивы
- Российский государственный исторический архив. Фонд 1278. Опись 1 (2-й созыв). Дело 536; Дело 585. Лист 10.